# Strandabyggð
Strandabyggð é um município na Islândia. Em 2021 tinha uma população estimada em 435 habitantes.